# Egon A. Prantl
Egon A. Prantl (* 17. Juli 1947 in Innsbruck; † 1. März 2024 ebenda) war ein österreichischer Schriftsteller.

## Leben
Egon A. Prantl absolvierte die Hotelfachschule in Bad Hofgastein. 1966 legte er die Hochschulberechtigungsprüfung ab, um Welthandel zu studieren, was er nach kurzer Zeit abbrach. Von 1968 bis 1972 hielt er sich in den USA, England, Deutschland und Wien auf. Nach Kontakten mit der amerikanischen Underground-Literatur entstanden seine ersten literarischen Texte. Seit der Rückkehr nach Österreich lebte er als freier Autor in Innsbruck und veröffentlichte zahlreiche Erzählungen, Kurzgeschichten, Romane, Lyrik, Hörspiele und Theaterstücke.
Seine Texte behandeln häufig die Themen Krieg, Gewalt und soziales Unrecht, manche Inszenierungen seiner Stücke waren wegen ihrer kritischen politischen Aussagen heftig umstritten. Eine von ihm oft eingesetzte Methode war die Montage von Zitaten aus der Weltliteratur, gemischt mit historischen Fakten, eigenen Erfahrungen und Beobachtungen. Seine Vorbilder waren James Joyce und Arno Schmidt. In Lehraufträgen an der Universität Innsbruck dozierte er über Poetik, Komparatistik und das Thema Film versus Buch.

## Werke (Auswahl)

### Bücher
- Kämpfer des Friedens. Mit Grafiken von Christine Pöschl. Eigenverlag, Innsbruck 1982
- Der sondierte Haaraus' phall. Österreichischer Studienverlag, Berlin 1985
- Der Ballonseidenmantel oder innflusz – wienflusz ein wassergespräch. (:1 abenteuerroman) in 3 theilen. Mit GraFick n von Josef Zuck-Geiszler. Wien: Vido – Verein zur Information d. Öffentlichkeit zu Kunst, Wiss. u. Kulturpolitik 1995
- Villingers Kinder. Edition Löwenzahn, Innsbruck 1999
- Hirntod. Skarabaeus, Innsbruck 2001
- Frauenmord. Michael Wagner Verlag, Innsbruck 2004
- Hellfart. 2. Roman. Skarabaeus, Innsbruck 2006
- Madagaskar. Ein pornographischer Roman. (Gemeinsam mit Andrea Steinlechner). Skarabaeus, Innsbruck/Bozen/Wien 2007

### Stücke
- Tender Wolf. Uraufführung: Kellertheater Innsbruck, 1988
- INN-joi' nn DEATH oder als Sacco & Vanzetti Tyrol besuchten. 1 einz-ICH' Ass TrauerSpiel. UA: Treibhaus, Innsbruck, 1989
- Das geheime Gemach. UA: Utopia, Innsbruck, 1991
- Dos nine li(o)v' ass desz Julio Cortez. UA: Utopia, Innsbruck, 1992
- Neons Inn. UA: Kellertheater Innsbruck, 1992
- Lost Tapes. UA: Utopia/Tiroler Landestheater, 1993
- Slained Houres. UA: Kellertheater, Innsbruck, 1993
- Cross' Inn Circle. UA: ORF Tirol, Publikumsstudio, 1994
- Pain. Drama. UA: Tiroler Landestheater, Innsbruck 1994
- Schlachtplatte oder Ein Prozeß. UA: provinz. Ein Theater am Ende, 1997
- grellschwarz. ZEITGEGEND. Wien/Innsbruck 1998
- Hirntod – 1 Stück / 4 Bilder. UA: Schauspielhaus Wien, 2000
- Obduktion: Titus A: GehirnMassenhaß: (Blut): (shakespeare fanatsies [sic] III). Stück in drei Akten. UA: Tiroler Landestheater 2002
- Herr Hitler inszeniert Parzival an einem Donnerstag während. UA: Westbahntheater Innsbruck, 2008

### Hörspiele
- 1983: Die Nacht der augenscheinlichen Bekanntschaft. Regie: Hans Krendlesberger. ORF, Ö1
- 1983: Fasanbraten nebst Maroni-Püree und Serviettenknödel. Eine lyrische Novelle aus jenen Tagen, in denen die Erde noch ein Quader war. Bearbeitung und Regie: Franz Hölbing. ORF Tirol
- 1984: Gäste. Regie: Manfred Mixner. ORF Steiermark
- 1986: Die Zelle. Regie: Augustin Jagg. ORF, Ö1
- 1990: Fluß-Traum. Collage aus Texten von eap von Manfred Mixner. ORF, SFB
- 1992: Billy the Kid jagt Georg Tee. Regie: Martin Sailer. ORF Tirol
- 1993: Kates Wanderung. ORF, Ö1
- 1994: Attika 1. ORF Tirol (Kunstradio)
- 1994: Attika 2. ORF
- 1995: Die Nacht des Liberty Valance. Regie: Martin Sailer. ORF Tirol
- 1999: Omaha. Ein Kammerspiel. Regie: Martin Sailer. ORF Tirol
- 2001: Verhör. Regie: Martin Sailer. ORF Tirol
- 2008: JOHN. (wayne interessiert das schon). Regie: Martin Sailer. ORF Tirol
- 2018: Schande.Blut.Krieg. Regie: Martin Sailer. ORF Tirol